# Apanteles piliventris
Apanteles piliventris är en stekelart som beskrevs av Vladimir Ivanovich Tobias 1966. Apanteles piliventris ingår i släktet Apanteles och familjen bracksteklar. Inga underarter finns listade i Catalogue of Life.